# Penthouse (serial telewizyjny)
Penthouse (kor. 펜트하우스 Penteuhauseu) – południowokoreański serial telewizyjny. Główne role odgrywają w nim Lee Ji-ah, Kim So-yeon, Eugene, Um Ki-joon, Park Eun-seok oraz Yoon Jong-hoon. Premiera odbyła się 26 października 2020 roku na stacji SBS.

## Obsada

### Postacie pierwszoplanowe
- Lee Ji-ah jako Shim Su-ryeon
- Kim So-yeon jako Cheon Seo-jin
- Eugene jako Oh Yoon-hee

### Postacie drugoplanowe
Rodzina Shim Su-ryeon
- Um Ki-joon jako Joo Dan-tae, mąż Shim Su-ryeon
- Kim Young-dae jako Joo Seok-hoon, bliźniaczy syn Dan-tae
- Han Ji-hyun jako Joo Seok-kyung, bliźniaczka Dan-tae
- Na So-ye jako Joo Hye-in, córka Su-ryeon
- Jo Soo-min jako Anna Lee / Min Seol-ah, nauczycielka Joo Seok-hoon i Joo Seok-kyung/biologiczna córka Shim Su-ryeon

Rodzina Cheon Seo-jin
- Yoon Jong-hoon jako Ha Yoon-cheol, mąż Cheon Seo-jin
- Choi Ye-bin jako Ha Eun-byeol, córka Seo-jin i Yoon-cheol
- Jung Sung-mo jako Cheon Myung-soo, ojciec Seo-jina
- Ha Min jako Kang Ok-gyo, matka Seo-jina
- Shin Seo-hyun jako Cheon Seo-young, młodsza siostra Seo-jina
- Ahn Tae-hwan jako mąż Seo-young, szwagier Seo-jina

Rodzina Oh Yoon-hee
- Kim Hyun-soo jako Bae Ro-na, córka Yoon-hee
- Hwang Young-hee jako teściowa Yoon-hee
- Nieznany jako Bae Ho-cheol, były mąż Yoon-hee, ojciec Ro-na

Kang Ma-ri i rodzina
- Shin Eun-kyung jako Kang Ma-ri
- Jin Ji-hee jako Yoo Jenny, córka Ma-ri
- Heo Sung-tae jako Yoo Dong-pil, mąż Ma-ri, ojciec Jenny

Lee Kyu-jin i rodzina
- Bong Tae-kyu jako Lee Kyu-jin
- Yoon Joo-hee jako Go Sang-ah, żona Lee Kyu-jina i była prezenterka.
- Lee Tae-vin jako Lee Min-hyeok, syn Kyu-jina i Sang-aha
- Seo Hye-rin jako Wang Mi-ja, matka Kyu-jina

Inny
- Park Eun-seok jako Gu Ho-dong / Logan Lee
- Byeon Woo-min jako kongresman Jo Sang-heon
- Ha Do-kwon jako Ma Du-ki, nauczyciel muzyki w Cheong-ah Arts School
- Kim Dong-kyu jako sekretarz Jo
- Han Seung-soo jako dyrektor domu dziecka Min Hyung-sik
- Lee Cheol-min jako Yoon Tae-joo